# Otto Baitinger
Otto Baitinger (27 ottobre 1926) è un ex calciatore tedesco, di ruolo attaccante.

## Palmarès

### Club

#### Competizioni nazionali
- Campionato tedesco: 2

Stoccarda: 1949-1950, 1951-1952
- Coppa di Germania: 1

Stoccarda: 1953-1954